# Significat expressiu
El significat expressiu és un dels quatre tipus de significat lèxic diferenciats pel lingüista D. Alan Cruse. Aquest no pot ser jutjat com a cert o fals. Això és perquè el significat expressiu posseeix relació amb els sentiments o l'actitud de l'emissor o el parlant, i no pas amb allò a què fan referència els mots i els enunciats.

## Definició ampliada
Per posar un exemple en català, la distinció entre frases com ara "què fas?" o "què fots?" no rau en el seu significat proposicional sinó en les característiques pròpies d'una paraula com el verb fotre, amb connotacions vulgars i uns peculiaritats d'ús col·loquial que indiquen sensacions com la d'impaciència o que la persona a qui s'adreça el missatge molesta. Per tant, dues expressions o enunciats poden tenir el mateix significat proposicional i alhora diferir entre ells quant al seu significat expressiu. Aquest no és només el cas entre mots i enunciats que existeixen en una mateixa llengua, on aquestes paraules poden ser considerades com a sinònimes o gairebé, sinó que també succeeix entre diverses llengües. En diferents idiomes, fins i tot mots idèntics o molt semblants poden tenir un sentit general relacionat, però també incorporar-hi qualitats alienes o bé una accepció desconeguda per a l'altra llengua.
En qualsevol cas, mentre que algunes paraules tenen una càrrega que determina molt l'enunciat, algunes senzillament aporten aquesta propietat en funció d'un context. Es pot distingir també entre mots que tenen un significat expressiu que s'afegeix al seu valor descriptiu o referencial, i entre d'altres que es poden considerar expressius per si mateixos: onomatopeies, interjeccions...
Roman Jakobson, en base a una proposta de Bühler, ja havia parlat de la funció anomenada "expressiva". La descriu en els següents termes: "centrada en l'EMISSOR [parlant], s'adreça a una expressió directa de l'actitud del parlant envers allò sobre què està parlant." La definició de Jakobson, malgrat avançar-se a Cruse, se centra particularment en les interjeccions, i no tant en una característica del significat lèxic que es pot ampliar a un gran nombre de mots i enunciats.